# Stefano Cortinovis
Stefano Cortinovis (Bergamo, 25 maggio 1968) è un ex ciclista su strada italiano, professionista dal 1991 al 1993. Ottenne il secondo posto al Gran Premio Industria e Artigianato 1991.

## Palmarès
- 1989 (Dilettanti)

Freccia dei Vini
Trofeo Mario Zanchi, valido come campionato italiano Dilettanti
- 1990 (Dilettanti)

Coppa 29 Martiri di Figline di Prato

## Piazzamenti

### Grandi Giri
- Giro d'Italia

1991: 82º
- Tour de France

1993: fuori tempo massimo (7ª tappa)
- Vuelta a España

1993: ritirato (16ª tappa)

### Classiche monumento
- Milano-Sanremo

1991: 140º
- Giro di Lombardia

1991: 95º